# 12619 Anubelshunu
A 12619 Anubelshunu (ideiglenes jelöléssel 6242 P-L) a Naprendszer kisbolygóövében található aszteroida. Cornelis Johannes van Houten,  Ingrid van Houten-Groeneveld és Tom Gehrels fedezte fel 1960. szeptember 24-én.